# Universidad Andrés Bello

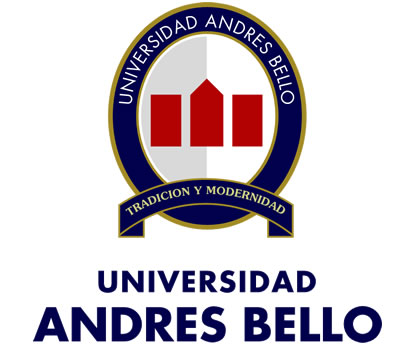
Universidad Andrés Bello

A Universidad Andrés Bello (UAB) é uma universidade privada do Chile, criada em outubro de 1988.